# تجربه نزدیک به مرگ
تجربه نزدیک به مرگ (به انگلیسی: Near-death Experience) (به‌صورت مخفف: NDE) نوعی تجربه شخصی عمیق است که مرتبط با مرگ یا نزدیک به آن می‌باشد و طبق تجربه‌ها، مشخصات مشابهی دارند. این تجربه ممکن است شامل تجربه مثبت و آرام‌بخش یا تجربه منفی و اضطراب‌آور یا بدون هیچ حسی باشد. تجربه مثبت، می تواند شامل احساساتی مانند احساس خروج از بدن، احساس شناور بودن، سکوت کامل، احساس امنیت و گرما، تجربه ازهم‌پاشیدگی، دیدن تونل، نور، بستگان فوت‌شده و غیره باشد و تجربه منفی، ممکن است شامل احساس درد و اضطراب باشد. توضیحات در مورد این تجربه از نظر علمی و مذهبی بسیار متفاوت است. تحقیقات علمیِ اعصاب‌شناختی نشان می‌دهد که این تجربه یک پدیده ذهنی، که ناشی از ادغام بدنی مختل شده و چند حسی است که در هنگام وقایع تهدیدکننده زندگی مانند هنگام تصادف رخ می‌دهد.
برآورد می‌شود که در ایالات متحده ۹ میلیون نفر طبق مطالعه‌ای در ۲۰۱۱ میلادی در سال‌نامه‌های آکادمی علوم نیویورک تجربه نزدیک به مرگ را گزارش کرده‌اند. اکثر این تجربیات نزدیک به مرگ، ناشی از جراحات جدی‌ای است که جسم یا مغز را تحت تأثیر قرار می‌دهند.

## ریشه‌شناسی

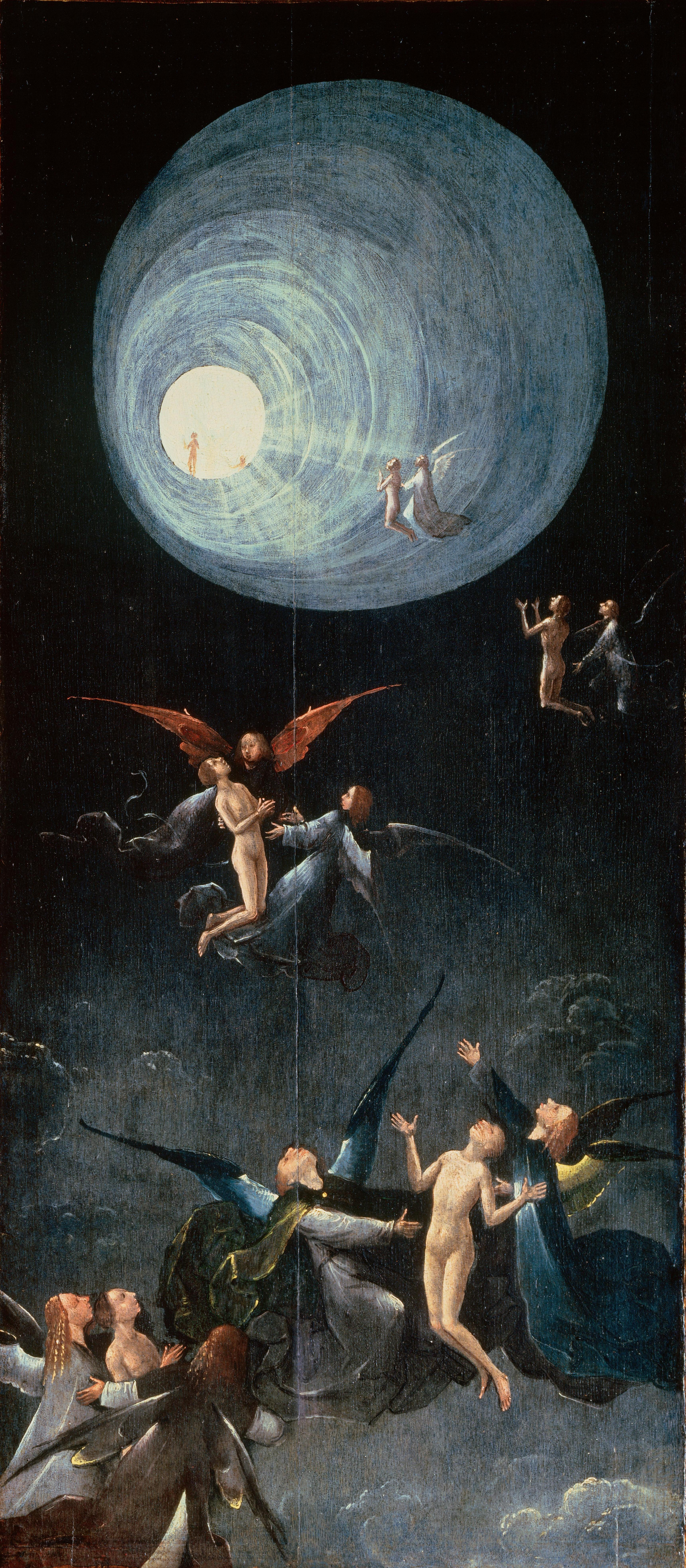
عروج نیکان اثر هیرونیموس بوش توسط برخی از محققین NDE با برخی از جنبه‌های NDE مرتبط دانسته شده.

معادل فرانسوی «expérience de mort imminente» به معنای «تجربه مرگ قریب‌الوقوع» توسط روان‌شناس و معرفت‌شناس فرانسوی «ویکتور اگر» در نتیجه مباحث دهه ۱۸۹۰ میلادی در میان فیلسوفان و روان‌شناسانی مطرح شد. در این مباحث، درمورد روایت‌های مرور زندگی که برای صعودکنندگان، هنگام سقوط رخ می‌دهد بحث می‌شد. در ۱۸۹۲، یک سلسله از مشاهدات غیرعینی و ذهنی توسط آلبرت‌هایم گزارش شدند که شامل این موارد بودند: کارگرانی که از داربست سقوط می‌کنند، سربازان مجروح جنگی، صعودکنندگانی که از ارتفاعات سقوط کرده یا سایر افرادی که به مرگ نزدیک شده بودند (مثل نزدیک‌شدن به خفگی یا در جریان حوادث و سوانح). همچنین، این اولین باری بود که این پدیده به عنوان یک سندروم بالینی توصیف گشت. «سلیا گرین» در ۱۹۶۸ میلادی تحلیلی از ۴۰۰ گزارش دست اول را از تجربه خروج از بدن منتشر نمود. این گزارش‌ها اولین تلاش‌ها برای ارائه آرایه‌شناسی از چنین تجربیاتی را نشان می‌دهد که به آن‌ها صرفاً به عنوان تجربیات ادراکی غیرعادی یا توهماتی نگریسته می‌شد. الیزابت کوبلر-راس، روان‌پزشک و پیشتاز مطالعات نزدیک‌به‌مرگ سوئیسی-آمریکایی کتاب خود را با عنوان «مدل کوبلر-راس:آنچه محتضر باید به پزشکان، پرستاران، روحانیون و خانواده‌های خودشان یاد دهند» منتشر نمود. همچنین این تجربیات، توسط کارهای ریموند مودیِ روان‌پزشک، به معروفیت رسید. او در ۱۹۷۵ میلادی اصطلاح «تجربه نزدیک بهِ مرگ» را ابداع کرد که یک «اصطلاح چتری» برای عناصر متفاوتی است (همچون تجربیات خروج از بدن، «مرور تمام‌نمای زندگی»، نور، تونل یا مرز). اصطلاح «تجربه نزدیک به مرگ» پیش از آن نیز در ۱۹۷۲ میلادی توسط «جان سی. لیلی» استفاده شده بود.

## دیدگاه‌ها
این دیدگاه ممکن است شامل احساسات مختلفی از جداشدن از بدن گرفته تا احساس شناورشدن، وحشت زیاد، آرامش مطلق، امنیت، حرارت، تجربه ازهم‌پاشیدگی کامل و رؤیت نور باشد که برخی افراد آن را خدا یا وجود روحانی تلقی می‌کنند. بعضی افراد و فرهنگ‌ها، تجربه نزدیک به مرگ را یک نگاه آنی روحانی و ماوراءالطبیعه به زندگی پس‌ازمرگ می‌دانند و شاید همان مکاشفه، در فرهنگ و ادبیات ایران باشد.
تجربه نزدیک به مرگ، پدیده‌ای است که در رشته‌های فراروان‌شناسی، روان‌شناسی، روان‌پزشکی و پزشکی بیمارستان مطالعه می‌شود. چنین مواردی معمولاً بعد از اینکه فردی مرگش از لحاظ بالینی قطعی شده (ایست قلبی) یا خیلی نزدیک به مرگ است (دچار علائم حیاتی ناپایدار) گزارش شده است. از این رو آن را تجربه نزدیک به مرگ نامیدند.

## مشخصات

### عناصر رایج
محققین عناصر مشترکی که تجربیات نزدیک به مرگ را تعریف می‌کنند را شناسایی کرده‌اند. بروس گریسون استدلال می‌کند که ویژگی‌های کلی اینگونه تجربیات شامل ادراک و حس بیرون از بدن بودن، رؤیت اقوام فوت کرده و شخصیت‌های مذهبی و همچنین تعالی نفس و مرزهای فضا-زمانی. عناصر مشترک بسیاری گزارش شده است، گرچه که تفسیر این رویدادها اغلب متناظر با عقاید فرهنگی، فلسفی یا دینی افراد تجربه‌کننده می‌باشد. به عنوان مثال در ایالات متحده که ۴۶٪ جمعیت معتقد به فرشتگان نگهبان هستند، اغلب آن‌ها را به عنوان فرشته یا متوفیانی مورد علاقه شناسایی می‌شوند (یا خواهند شد)، در حالی که هندوها اغلب آن‌ها را به عنوان پیامبران «خدای مرگ» شناسایی می‌کنند.
خصایص رایجی که توسط تجربه‌گران مرگ گزارش شده است به قرار ذیل اند:
- حس/آگاهی از این که مرده‌اند.[۱۷]
- حسی از صلح، خوشی و بدون درد بودن. هیجانات مثبت. حسی از برداشته شدن از دنیا.[۱۷]
- تجربه خروج از بدن. ادراک بدن خود از موقعیت بیرونی، برخی مواقع خدمه پزشکی را در حال تلاش برای احیاء را مشاهده می‌کند.[۱۷][۲۱]
- «تجربه تونل» یا ورود به نوعی تاریکی. حسی از حرکت به سمت بالا یا عبور از گذرگاه یا راه پله.[۱۷][۲۱]
- حرکتی سریع به سمت نور و/یا غوطه‌ور شدن در آن (یا «نور شدن») که به صورت تله‌پاتی گونه‌ای با شخص ارتباط برقرار می‌کند.[۲۲]
- حس شدیدی از عشق بی‌شرط و پذیرش.[۲۳]
- مواجهه با «موجوداتی از نور»، «موجوداتی با لباس سفید» یا نظایر آن. همچنین امکان پیوستن مجدد به عزیزان فوت کرده.[۱۷][۲۱]
- تجربه محیط‌های رضایت‌بخش.[۲۴]
- دریافت مروری از زندگی که اغلب از آن به «رد شدن کل زندگی از جلوی چشمان» یاد می‌شود.[۱۷]
- نزدیک شدن به یک مرز یا تصمیمی توسط خود آن شخص یا دیگران برای بازگشت به بدنش که اغلب همراه با نوعی بی‌رغبتی برای بازگشت است.[۱۷][۲۱]
- ناگهان خود را در حالی که به درون بدن بازگشته می‌یابد.[۲۵]
- ارتباط با باورهای فرهنگی که شخص بدان‌ها معتقد است، باورهایی که به نظر می‌رسد برخی از پدیده‌های تجربه شده در NDE را دیکته کرده و به‌طور خاص این تجربیات بعداً وابسته به آن باورها تفسیر می‌گردد.[۱۹][کدام صفحه؟]
- ملاقات با مردگان و ارواح در یک محیط پسا-حیاتی.[۲۴]

همچنین نکته مهم این است که نباید تجربه خروج از بدن (OBE) را با تجربه نزدیک به مرگ اشتباه نمود. OBE بخشی از NDE است، اما مهم‌تر از آن اینکه می‌تواند در شرایطی بجز زمانی که شخص در حال مرگ است نیز روی دهد، همچنین بیهوشی، خواب عمیق یا به هنگامهٔ مصرف الکل یا دارو، به‌طوری که موارد زیادی از افراد وجود دارند که مدعی تجربه OBE بوده و می‌گویند که جهان را خارج از جسم فیزیکیشان مشاهده نموده‌اند.

### مراحل
در مطالعه ۱۹۷۵ میلادی که از سوی ریموند مودی روان‌پزشک بر روی حدود ۱۵۰ بیماری که مدعی تجربه NDE بودند صورت گرفت بیان شد که تجربه‌گران ۹ مرحله را تجربه نموده‌اند
توصیف دقیق این نه مرحله طی مطالعات مودی به قرار ذیل اند:
1. آرامش ناگهانی و رهایی از درد.
2. درک صدایی آرامش بخش یا سایر موسیقی‌هایی از جهانی دیگر.
3. هوشیاری یا صعود روح به سمت بالای جسم شخص و مشاهده تلاش‌ها جهت احیا از سقف (اتوسکوپی[معادل ۶]).
4. روح شخص از قلمروی زمینی خارج شده و به سرعت از طریق تونلی از نور که در میان جهان تاریکی قرار دارد صعود می‌کند.
5. ورود به یک «مکان آسمانی» درخشان.
6. ملاقات «افرادی از نور» با آن‌ها که اغلب فوت کردگانی از دوستان و خانواده او هستند که مسرورانه تجدید دیدار می‌کنند.
7. ملاقات با خدا که اغلب درست به همان صورتی که توسط فرهنگ دینی او توصیف می‌شود یا به صورت توده‌ای که عشق و نور منتشر می‌کند درک شده است.
8. در حضور خدا شخص مرور آنی زندگی خود را تجربه کرده و متوجه می‌شود که همه خوبی‌ها و بدی‌هایی که انجام داده چگونه او و سایرین را تحت تأثیر قرار داده است.
9. شخص به جسم و حیات زمینی خود بازمی‌گردد، چرا که یا به آنها گفته شده که زمان مردنشان نیست یا به آن‌ها اختیار بازگشتن به سوی خانواده و عزیزانشان داده شده است.

همچنین مودی توضیح می‌دهد که چرا همه NDEها تمامی این مراحل را تجربه نمی‌کنند و این که چگونه هر تجربه متفاوت است. به دلیل وجود پتانسیل گیج شدگی یا ایجاد شوک در افرادی که تجربه نزدیک به مرگ دارند، رفتار همراه با آرامش و درک وضعیت آن‌ها پس از بازگشت از «زندگی پس از مرگ» مهم است.
دکتر مودی رهیافت صحیح به سوی یک بیمار NDE را اینگونه توصیف می‌کند: «پرسیدن، گوش دادن، تصدیق کردن و ارجاع».
کنت رینگ (۱۹۸۰)‏ NDE را با الهام از آزمایش نه مرحله‌ای به پنج مرحله بهم پیوسته تقسیم‌بندی کرد:
1. صلح و آرامش
2. جدایی از بدن
3. ورود به تاریکی
4. دیدن نور
5. ورود به قلمروی دیگری از وجود از طریق نور

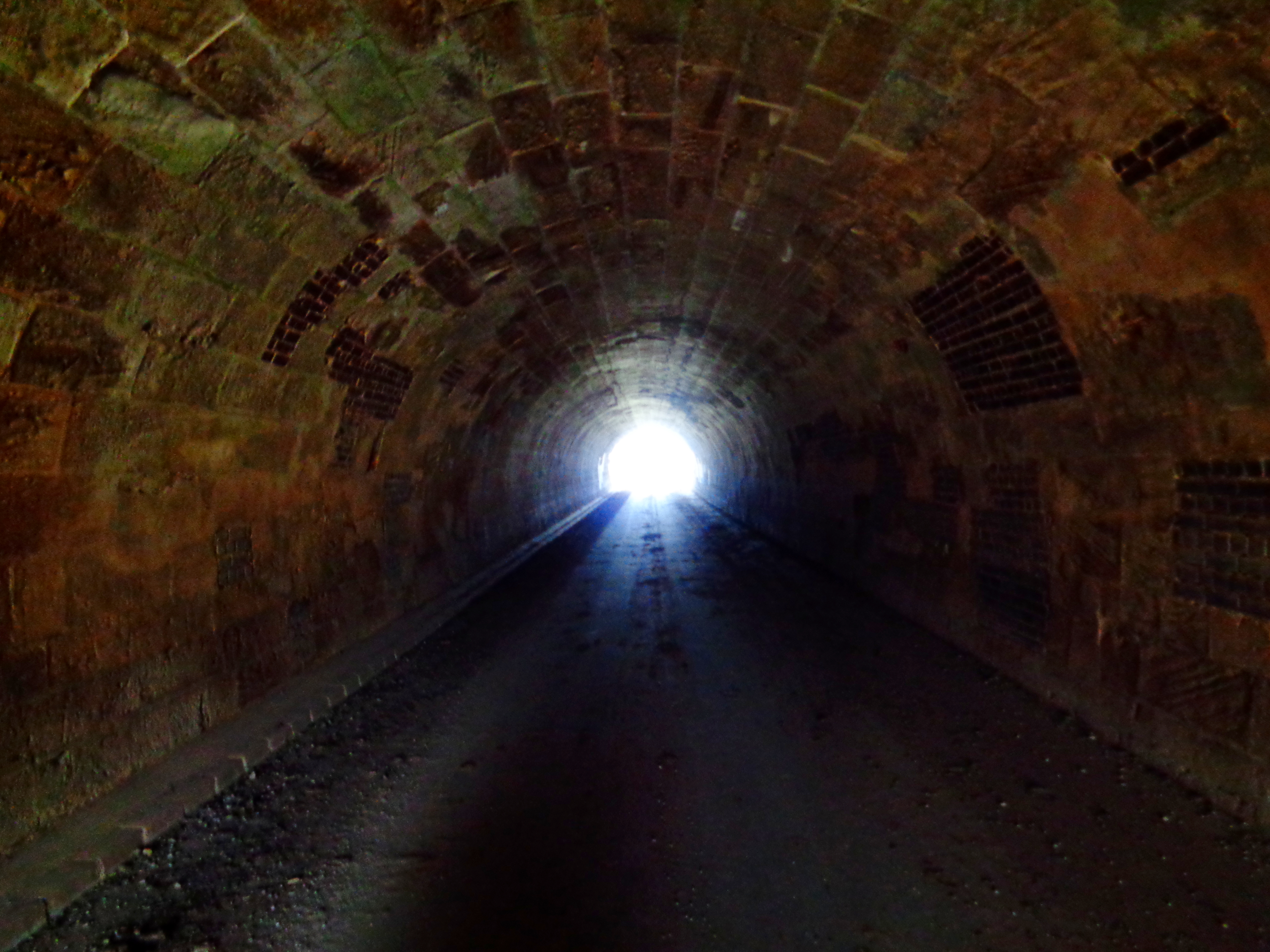
ورود به تاریکی، دیدن نور

همچنین مرحله‌نهایی در تمامی NDEها وجود دارد که شخص مورد نظر به زندگی زمینیش بازمی‌گردد.
عصب-روان‌شناس دانشگاه و بیمارستان لیژ، «شارلوت مارشال» که تیمی را جهت تحقیق ۱۵۴ پرونده NDE را رهبری نمود به این نتیجه رسید که هیچ دنباله‌ای از رویدادهای ثابت و تغییرناپذیر وجود ندارد. «یوون کاسون» تجربیات نزدیک مرگ را به سه نوع رده‌بندی کرد: ۱. نوع خروج از بدن ۲. نوع عرفانی یا نور سفید و ۳. نوع غم افزا.

## تجربه اشخاص مختلف
این تجربه در اشخاص مختلف وابسته به اعتقاداتی که دارند فرق می‌کند. بچه‌ها که زمان کافی برای شکل‌گیری اعتقاداتشان ندارند تجربه بسیار محدودی در این زمینه دارند. به عنوان مثال پسربچه‌ای که تجربه نزدیک مرگ داشته با برادرش گفتگو کرده است و دختری با مادرش مکالمه داشته است. همچنین برخی افراد تجربه نزدیک مرگ بسیار دردناکی داشته‌اند که نشان دهنده حس وحشت از پایان زندگی است. شرایط بالینی که گمان می‌رود منجر به تجربه نزدیک مرگ می‌شود شامل موارد زیر است: ایست قلبی، شوک خونریزی هنگام وضع حمل یا عوارض پیش از عمل جراحی، برق گرفتگی، کما، خونریزی مغزی، سکته مغزی، خودکشی ناموفق، افراد در حال غرق یا خفه شدن، حبس نفس، افسردگی جدی بسیاری از موارد تجربه نزدیک مرگ بعد از یک تجربه بسیار سخت روی می‌دهد. (به عنوان نمونه وقتی مریضی از پرستار یا پزشک می‌شنود که بزودی خواهد مُرد) یا زمانی که فرد در یک وضعیت مهلک قرار می‌گیرد. (مثل شنیدن صدای تصادف اتومبیل از نزدیک)

## تحقیقات
با انتشار کتابی تحت عنوان زندگی پس از زندگی به قلم ریموند مودی که در سال ۱۹۷۵ منتشر شد، نشانه‌هایی از علاقه به مطالعه در این زمینه دیده شد. با انتشار این کتاب، توجه عموم، به موضوع تجربه نزدیک مرگ جلب شد. سپس در سال ۱۹۸۱، مؤسسه‌ای با عنوان انجمن بین‌المللی مطالعات نزدیک مرگ تأسیس شد. این سازمان بین‌المللی از تحقیقات علمی که پیرامون بُعدِ جسمانی، روان‌شناسی، اجتماعی و روحانیِ تجربه‌های نزدیک مرگ انجام می‌گیرد، حمایت و تشویق به عمل می‌آورد. این سازمان در مجله تحقیقات نزدیک مرگ و خبرنامهٔ علایم حیاتی نیز مطالبی در حوزهٔ این موضوع منتشر می‌کنند.
علوم اعصاب شناختی به عنوان یک حوزهٔ مطالعاتی بین رشته‌ای است که دربرگیرندهٔ علوم اعصاب، روان‌شناسی و علوم رایانه می‌شود و در کنار آن مطالعات نزدیک مرگ نیز عواطف و احساسات و منشأ آن‌ها را مورد بررسی قرار می‌دهند. برخی پژوهش‌ها در مورد تجربهٔ نزدیک مرگ، با در نظر گرفتن علوم اعصاب شناختی انجام می‌شوند. علوم اعصاب شناختی، سعی دارد به چگونگی اعمال روان‌شناسی (به عنوان نمونه عواطف و احساسات انسانی) که به واسطهٔ جریان‌های عصبی (شامل مغز انسان) ایجاد می‌شوند، پاسخ دهد. پژوهش‌هایی که امروزه بر روی تجربه نزدیک مرگ انجام می‌شود، با وجود این که از مراحل مختلف علمی می‌گذرند، اما معمولاً علوم اعصاب بنا به دلایلی شامل این مراحل نمی‌شود. از جملهٔ این دلایل می‌توان به این مورد اشاره کرد که در هنگامی که بیمار تحت عمل احیاء اورژانسی قرار می‌گیرد، اسکنِ فعالیتِ مغزی از او گرفته نمی‌شود. از این رو پژوهش‌هایی که در آن ادعا می‌شود، هیچ فعالیتِ قابل اندازه‌گیری در مغز دیده نشده است، با وجود عدم اسکن نوار مغزی، سی‌تی اسکن، اف‌ام‌آرآی و اسکن‌هایی از این دست، به عنوان یک پژوهش علمیِ با کیفیت در نظر گرفته نمی‌شود.
پژوهش‌هایی که در حال حاضر انجام شده است، به‌طور کلی در حوزهٔ پزشکی، روان‌شناسی و روان‌پزشکی انجام شده‌اند. در موش‌های آزمایشگاهی که دچار ایست قلبی شده بودند، نشانه‌هایی از افزایش فعالیت مغزی دیده شده است؛ اما در مورد انسان، چنین مطالعه‌ای انجام نشده است. مواردی از تجربه‌های شخصی نزدیک مرگ در نوشته‌های مربوط به دوران باستان به جای مانده است. در قرن ۱۹، تلاش‌هایی برای مطالعه دربارهٔ تجربه نزدیک مرگ توسط مورمون‌ها انجام شد. در سوئیس نیز چنین مطالعاتی انجام شده بود. تا سال ۲۰۰۵، در ۹۵ درصد از فرهنگ‌های دنیا اشاره‌هایی به تجربهٔ نزدیک مرگ شده بود. در مطالعه‌ای که در سال ۲۰۰۱ توسط جامعه‌شناس آلمانی، هوبرت کنوبلاخت انجام شد، مشخص شد که ۴ درصد از جمعیت آلمان تجربه نزدیک مرگ داشته‌اند. ۱۰ تا ۲۰ درصد از کسانی که از ایست قلبی جان سالم به در برده بودند، گزارش کردند که تجربه نزدیک مرگ داشته‌اند.
معمولاً معتبرترین مجله‌های داوری همتا در حوزهٔ علوم اعصاب همچون مجله علوم اعصاب شناختی و مجلهٔ روان‌پزشکی زیستی و مجلاتی از این قبیل، پژوهش‌هایی را که در رابطه با تجربیات نزدیک مرگ انجام می‌شود، منتشر نمی‌کنند.
در پاییز ۲۰۰۸ سام پرنیا و همکاران یک تحقیق گسترده موسوم به AWARE Study را آغاز کردند، با این هدف که مشخص شود آیا آگاهی در خارج از جسم فیزیکی وجود دارد یا نه. این تحقیق که بزرگ‌ترین تحقیق تکمیل شده پیرامون بررسی علمی پدیدهٔ تجربه نزدیک به مرگ است و چندین محقق در بیمارستان‌های چندین کشور اروپایی و آمریکایی در آن نقش داشتند بر روی ۱۵۰۰ بازماندهٔ ایست قلبی انجام شد. نتایج تحقیق پس از نهایی شدن در اکتبر ۲۰۱۴ در ژورنال «احیاء» منتشر شد.
بعدتر پرنیا و همکارانش تحقیق دیگری موسوم به AWARE Study II را آغاز کردند که بهبودیافتهٔ تحقیق قبلی است. این تحقیق نیز قرار است در مراکز درمانی مختلف مستقل و بر روی ۱۵۰۰ بازماندهٔ ایست قلبی انجام شود. این تحقیق در مهٔ ۲۰۱۷ جمع‌بندی خواهد شد.

### آمارها و پیمایش‌ها
رواج موارد تجربهٔ نزدیک مرگ در تحقیقاتی که انجام گرفته متغیر است.
مطابق پیمایش گلوپ، نیومکزیکو و پراکتر، اکلاهما در سال ۱۹۸۰ تا ۱۹۸۱ از یک واحد نمونه از جمعیت آمریکا، ۱۵ درصد از جامعهٔ آماری گفتند که تجربهٔ نزدیک مرگ داشته‌اند.
ولی در آلمان کنوبلاخت در سال ۱۹۹۱ یک پیمایش گزینشی انجام داد و دریافت که ۴ درصد جامعه آماری این تجربه را داشته‌اند.
اما «پررا» و همکارانش در سال ۲۰۰۵ یک پیمایش تلفنی از مردم استرالیا انجام داد. نتیجه این تحقیق نشان داد که ۸٫۹ درصد از آنان چنین تجربه‌ای داشته‌اند.
یک متخصص قلب هلندی به نام «ون لومل» و همکارانش در یک محیط بیمارستانی گروهی از بیمارانی که دچار ایست قلبی شده و با موفقیت بهوش آمدند را مورد مطالعه قرار داده و دریافتند که ۱۸ درصد آن‌ها مدعی‌اند تجربهٔ نزدیک مرگ داشته‌اند.

### آزمایش‌های بیولوژی اعصاب و روان‌شناسی
کریس فرنچ، روان‌شناس بریتانیایی، نظریه‌های روان‌شناسی و فیزیولوژیکی را ارائه داده است که نشان دهندهٔ مادی بودن تجربهٔ نزدیک مرگ است. در یک نظریهٔ روان‌شناسی، چنین توضیح داده شده است که تجربه نزدیک به مرگ در واقع یک مکانیزم دفاعی است که در زمان‌های خطرِ شدید رخ می‌دهد. نظریه‌های فیزیولوژیکی بسیاری، برای تجربهٔ نزدیک مرگ مطرح شده‌اند که از آن جمله می‌توان به نظریه‌هایی اشاره کرد که بر پایهٔ هیپوکسی مغزی، کمبود اکسیژن، هیپرکاپنه، اندورفین و سایر انتقال دهنده‌های عصبی و فعالیت‌های غیرعادی در لوب گیجگاهی هستند.
در دههٔ ۱۹۷۰، استاد روان‌شناسی، راسل‌نویس و روان‌شناس بالینی، روی کلتی اظهار کردند که تجربهٔ نزدیک به مرگ در واقع شکلی از خوددگربینی است که در شرایطی احساسی همچون خطر تهدید جانی رخ می‌دهد.
در اوایل دههٔ ۱۹۸۰ دانشمند نوروسایکولوژی، «دانیل کار» این گونه مطرح کرد که تجربه نزدیک مرگ دارای ویژگی‌های سندرم لوب لیمبیک بوده و این تجربه می‌تواند در اثر ترشح اندورفین و انکفالین در مغز ایجاد شود. «جادسون» و «ویلتشو» در سال ۱۹۸۳، توضیح دادند که چگونه ترشح اندورفین ممکن است منجر به تجربه نزدیک مرگ خوشایند شده و نالوکسان نیز باعث ایجاد تجربهٔ نزدیک مرگ «جهنمی» شود. نخستین مدل رسمیِ بیولوژیِ اعصاب برای تجربهٔ نزدیک به مرگ در سال ۱۹۸۷ توسط دو دانشمند اهل شیلی ارائه شد. مدل آن‌ها شامل اندورفین، انتقال دهنده‌های عصبیِ دستگاه کناره‌ای، لوب گیجگاهی و سایر قسمت‌های مغز می‌شد. در سال ۱۹۸۹ «مورس» و همکارانش مدل فیزیولوژی عصبیِ خود را ارائه کردند که در آن سروتونین نقش مهمی در ایجاد تجربه نزدیک مرگ دارد.
در سال ۱۹۹۷ «وینری» نشان داد که تجربهٔ نزدیک به مرگ با تجربهٔ کاهش هوشیاری ناشی از افزایش گرانش شباهت‌هایی دارند. وینری به این موضوع اشاره کرد که بر اساس مشاهدات، تجربهٔ کاهش هوشیاری ناشی از افزایش گرانش نیز همانند تجربه نزدیک مرگ، معمولاً شامل «دیدن تونل و نورهای درخشان، احساس شناور بودن، حرکت خودبخود، رؤیت همزاد، تجربه خروج از بدن، عدم تمایل به پریشانی، فلج شدن، رؤیای واضح در مکانی زیبا، احساس لذت، دگرگونی روانی، ملاقات با افراد خانواده و دوستان، مواجهه با خاطرات و افکار پیشین، احساسی بسیار به یاد ماندنی، درد دل و اصرار شدید به فهماندن تجربه» می‌شود.
در دههٔ ۱۹۹۰ «ریک استراسمن»، طیِ پژوهشی که بر روی داروی روان‌گردانِ دی‌متیل‌تریپتامین در دانشگاه نیومکزیکو انجام داد، به این نتیجه رسید که ترشح مقدار زیادی از دی‌متیل‌تریپتامین از غده صنوبری کمی قبل از مرگ یا نزدیک مرگ، عامل پدیدهٔ تجربهٔ نزدیک به مرگ است. از میان افرادی که در آزمایش او بودند، تنها ۲ نفر گزارش کردند که تجربهٔ نزدیک به مرگِ آن‌ها توهم گونه بوده است؛ با این حال بسیاری از آن‌ها گزارش کردند که احساسِ ورود به حالتی شبیه به تجربهٔ نزدیک مرگ را داشته‌اند. تمام افرادی که در این آزمایش بودند، قبلاً بارها تجربهٔ مصرف دی‌متیل‌تریپتامین یا سایر داروهای روانگردان را داشته بودند.
در سال ۲۰۰۱ کریس فرنچ اظهار کرد که حداقل بخشی از گزارش‌های تجربیات نزدیک به مرگ، احتمالاً بر اساس خاطرات نادرست گزارش شده‌اند.
همچنین این فرضیه مطرح شده که شاید اشخاصی که در حالت نباتی پایدار هستند بتوانند از طریق افکارشان با یکدیگر ارتباط برقرار کنند.

### عدم قطعیت نتیجه
سام پرنیا مدیر تحقیقات مراقبت‌های ویژه و احیا در دانشکده پزشکی لانگون دانشگاه نیویورک، گفته است: «در حال تلاش برای درک دقیق ویژگی‌هایی هستیم که مردم هنگام مرگ تجربه می‌کنند، زیرا ما می‌دانیم که این پژوهش می‌تواند منعکس کننده تجربیات جهانی از مرگ باشد که همه ما روزی تجربه خواهیم کرد.»
در پاییز ۲۰۰۸ پرنیا و همکارانش یک تحقیق گسترده موسوم به «مطالعه آگاهی» (به انگلیسی: AWARE Study) را آغاز کردند. این تحقیق به عنوان بزرگ‌ترین تحقیق تکمیل شده پیرامون بررسی پدیده تجربه نزدیک به مرگ بوده که چندین محقق در بیمارستان‌های چندین کشور نیز در آن نقش داشتند. این تحقیق بر روی ۱۵۰۰ نفر از نجات‌یافتگان ایست قلبی انجام شده و نتایج تحقیق پس از نهایی شدن در اکتبر ۲۰۱۴ در مجله احیا (به انگلیسی: Resuscitation) منتشر شد. اما علیرغم گستردگی تحقیق، نتیجه آن قاطعانه نبود.

## بررسی چند نمونه
به عقیده باورمندان زندگی پس از مرگ، تئوری‌های روان‌شناسی یا فیزیولوژیکی که تا به امروز ارائه شده‌اند؛ نمی‌توانند به‌طور کامل تجربه نزدیک مرگ را تبیین نمایند. به عنوان نمونه ادعا می‌شود یکبار زنی که مورد جراحی قرار گرفته بود، بعد از به هوش آمدن، به‌دقت ابزار جراحی‌ای که قبلاً ندیده بود را توصیف کرده، همچنین گفتگویی که بین پرستاران و دکتر در هنگام بیهوشی کامل او صورت گرفت را بیان کرده است.
در مورد دیگری، گفته می‌شود پرستاری دندان مصنوعی بیمار بیهوشی که دچار حمله قلبی شده بود را از دهانش بیرون آورد و بعد از بهوش آمدن آن بیمار از همان پرستار خواست که دندانش را به او برگرداند. در شرایط عادی ممکن است توجیه این مسئله مشکل باشد که چگونه یک مریض بیهوش توانسته بعد از بهوش آمدن همان پرستار را شناسایی کند.

## تجربیات شخصی
- George G. Ritchie در کتاب خود به نام "بازگشت از فردا Return from Tomorrow - ۱۹۷۸

او در سن بیست سالگی در ویرجینیا زندگی می‌کرد. جورج در بیمارستان ارتش دچار مرگ بالینی شد و ۹ دقیقه بعد به زندگی برگشت. آنچه برای او در مدت این دقایق روی داد، زندگی‌اش را تغییر داد. در این کتاب جورج از رویارویی خود با تجربه خروج از بدن می‌گوید؛ و دکتر ریموند مودی در دانشگاه ویرجینیا تجربهٔ او را مورد مطالعه قرار داد و تجربهٔ او باعث شد تا دکتر ۱۵۰ نمونه دیگر را در کتاب‌های خود بررسی نماید.
- بتی جین ایدی Betty Eadie، در کتاب در آغوش نور Embraced by the Light
- محمدرضا خرمیان، قاری بین‌المللی قرآن، در برنامه زندگی پس از زندگی، تجربه پس از مرگ خود را توصیف کرد.[۷۶]

## کتاب‌ها
دربارهٔ تجربه نزدیک به مرگ کتاب‌های زیادی نوشته شده است. معروفترین کتاب در این مورد، کتاب زندگی پس از زندگی نوشته ریموند مودی است. کتاب معروف دیگر در آغوش نور (غرق در نور) نوشته بتی جی ایدی می‌باشد؛ که در این کتاب، نویسنده طی یک عمل جراحی تقریباً می‌میرد و سپس زنده می‌شود و تمام آن تجربیات را در کتاب خود بیان کرده است. یکی دیگراز این کتاب‌ها که به فارسی هم ترجمه شده کتابی است به نام نور نجات بخش نوشته دانیون برینکلی، این کتاب داستان واقعی مردی است که بر اثر رعد و برق می‌میرد و پس از زنده شدن مشاهدات خود را می‌نویسد.
ریچارد استپ یک نویسنده شناخته شده و محقق با تجربه در امور ماوراء الطبیعه بوده که سال‌ها در مراکز خدمات درمانی با پزشکان و پرستاران در مورد دیدن ارواح و لحظه خروج روح از بدن گفتگو کرده، نتیجه سال‌ها گفتگو و تحقیق این نویسنده در کتابی به نام خدمات درمانی در تسخیر ارواح ترجمه یاسین قاسمی منتشر شده است.
کتاب‌های «آن سوی مرگ»، «با بابا»، «سه دقیقه در قیامت» و «شنود» از جمله کتاب‌های منتشر شده دربارهٔ تجربه نزدیک به مرگ در ایران هستند. کتاب سه دقیقه در قیامت نزدیک یک میلیون فروش داشته است.

## فیلم و تلویزیون
- فیلم Flatliners ساخت ۱۹۹۰ دربارهٔ گروهی از دانشجویان رشته پزشکی است که می‌خواهند دربارهٔ تجربه نزدیک به مرگ مطالعه کنند. آن‌ها برای مرگ بالینی و احیاء دوباره به‌وسیلهٔ هم دوره‌های خود داوطلب شدند.
- در فیلم Final Destination 2 فردی به نام Kimberly Corman قبل از مرگ تمام زندگی خود را در یک لحظه مرور می‌کند.
- فیلم Stay فیلمی است که در آن شخصی به اسم هنری یک تجربه نزدیک به مرگ دارد که تا پایان فیلم ادامه دارد. او در تصادفی که بقیه خانواده او هم مردند، وفات می‌کند و بین مرگ و زندگی سرگردان است.
- در فیلم White Noise: The Light ساخت ۲۰۰۷، نقش اول فیلم Abe Dale بعد از تلاش برای خودکشی یک تجربه نزدیک به مرگ دارد. روحش از بدنش جدا می‌شود و در انتهای تونل زن و فرزندش که قبلاً مرده بودند منتظر او بودند. او بعد از یک احیاء موفق دوباره به بدنش بازمی‌گردد.
- Escape from Hell در این فیلم مردی تلاش می‌کند که با قرار دادن خود در معرض ایست قلبی، وجود عالم روحانی را ثابت کند. او پس از دیدن این عالم روحانی (یک شهر روشن و درخشان) خود را در مکانی کاملاً متفاوت می‌یابد.
- برنامه تلویزیونی زندگی پس از زندگی برنامه مصاحبه و گفتگو محور در زمینه تجربیات نزدیک مرگ از شبکه چهار صدا و سیمای جمهوری اسلامی ایران با اجرای عباس موزون پخش شده است.[۸۰]

### معادل‌ها
1. ↑  Victor Egger
2. ↑  Celia Green
3. ↑  On Death and Dying: What the dying have to teach doctors, nurses, clergy, and their own families
4. ↑  near-death experience
5. ↑  John C. Lilly
6. ↑  autoscopy
7. ↑  Charlotte Martial
8. ↑  Yvonne Kason